# إليزابيث سالغيرو
إليزابيث كريستينا سالغيرو كاريلو (ولدت في 12 ديسمبر من عام 1964)، هي دبلوماسية بوليفية وصحفية وسياسية وناشطة حقوق المرأة عملت كوزيرة للثقافة منذ عام 2011 وحتى عام 2012. هي عضو في حركة الاشتراكية، عملت سابقًا كعضو متعدد القوميات في مجلس النواب من لاباز منذ عام 2006 إلى 2009. انتخبت عضوًا بديًلًا متعدد القوميات في عام 2009 في مجلس النواب من لاباز، لكنها استقالت قبل أن تشغل منصبها من أجل إطلاق حملة لمنصب عمدة لاباز باءت بالفشل في نهاية المطاف. منذ عام 2012 وحتى عام 2015، شغلت منصب سفير بوليفيا إلى ألمانيا، منذ ذلك الحين عملت في منصب خبير دولي في التخطيط الاستراتيجي للمرأة.

## حياتها المبكرة والمهنية
ولدت إليزابيث سالغيرو في 12 ديسمبر من عام 1964. تخرجت في عام 1982، بدرجة بكالوريوس من مدرسة لوريتو في لاباز. في وقت لاحق، أكملت سالغيرو تعليمها في الخارج والتحقت بجامعة قرطبة الوطنية في الأرجنتين منذ عام 1984 وحتى عام 1989، وحصلت على درجة البكالوريوس في التواصل الاجتماعي قبل السفر إلى ألمانيا للدراسة في جامعة كارلسروه منذ عام 1991 وحتى عام 1993، حيث تخرجت بدرجة الماجستير في التخطيط الإقليمي.
بعد عودتها إلى بوليفيا، دخلت سالغيرو الساحة العامة كناشطة في الحركات النسوية وحركات السكان الأصليين في التسعينيات من القرن العشرين. ركزت أنشطتها بشكل خاص على حقوق النساء الأصليات اللاتي اعتبرتهن «عرضة للتمييز الثلاثي» بسبب عرقهن وتفقيرهن وجنسهن. أسست سالغيرو في عام 1994، الشبكة الوطنية للعاملين في مجال المعلومات والاتصالات (ريد إيه دي إيه)، التي ركزت على إنتاج وتوزيع المنشورات المتعلقة بقضايا المرأة. منذ عام 1996 وحتى عام 1997، شغلت منصب منسق الاتصالات والتوثيق لمركز المعلومات والتنمية للمرأة (سي آي دي إي إم)، وعملت على توسيع حقوق المرأة في البلاد وخاصة فيما يتعلق الجنسانية والحد من العنف والمضايقة وزيادة الحضور في المنظمات السياسية والاجتماعية. في عام 1995، شغلت سالغيرو منصب المنسق الوطني لمنتدى المنظمات غير الحكومية في منطقة الأنديز في المؤتمر الرابع العالمي للمرأة في بكين. لاحقًا بين عامي 2001 و2004، أصبحت المنسق الوطني لمجموعة مبادرة المرأة من أجل العدالة والمساواة (إيه إم يو بّي إي آي).
أدارت سالغيرو مجلة كرونيكا أزول بين عامي 1996 و2000. إضافة إلى ذلك، كتبت عمودًا في لا رازون وفي وكالة أنباء بلوبرس نيوز وشبكة الاتصالات النسائية البديلة. في الوقت ذاته، لعبت سالغيرو دورًا في وسائل الإعلام البديلة باعتبارها المشرف والمدير العام لراديو غرافيتي. منذ عام 2018، أصبحت كاتبة عمود في باغينا سييتي. 